# William Weibull
Fredrik William Winfred Weibull, född 9 augusti 1883 i Landskrona, död 13 september 1962 i Sireköpinge församling, var en svensk företagsledare, agronom och växtförädlare. Han var son till företagsledaren Walfrid Weibull.
Weibull tillträdde som verkställande direktör för Weibulls 1946. Denna position hade han fram till sin död 1962. Weibull var tillsammans med två av sina tre bröder ägare till Weibulls, där vardera ägde 33 procent.